# Хи Эридана
Хи Эридана (χ Эридана, Chi Eridani, χ Eridani, сокр. Chi Eri, χ Eri) — звезда в южном созвездии Эридана. Звезда имеет видимую звёздную величину 3.70m, и, согласно шкале Бортля, видна невооружённым глазом даже на внутригородском небе (англ. Inner-city sky).
Из измерений параллакса, полученных во время миссии Hipparcos, известно, что звезда удалена от Земли примерно на 58 св. лет (17,9 пк). Звезда наблюдается южнее 39° с. ш., то есть южнее Рима (41° с. ш.), южнее Пекина (39° с. ш.) и южнее Вашингтона (38° с. ш.); лучшее время наблюдения — октябрь.

## Имя звезды
Хи Эридана — (латинизированный вариант лат. Chi Eridani) является обозначением Байера. Звезда не имеет обозначения Флемстида, поскольку звезда не видна с территории Великобритании.

## Свойства звезды
Звезда прекрасно иллюстрирует скорость, с которой может происходить звёздная эволюция. Хи Эридана — гигант спектрального класса G (G8), которая совсем недавно была переквалифицирована из субгиганта спектрального класса G (G9). Звезда излучает энергию со своей внешней атмосферы при эффективной температуре около 5135 К. Её яркость гораздо больше солнечной светимости и равна 392 {\displaystyle L_{\bigodot }}. Из температуры и светимости можно узнать, что её радиус равен 4,06 {\displaystyle R_{\bigodot }}.
Масса Хи Эридана зависит от того, является ли звезда истинным гигантом с ядром, в котором в качестве «топлива» используется гелий, или же звезда ещё только-только отказалась от синтеза водорода. Учитывая, что ещё недавно астрономы классифицировали звезду как субгигант, можно предположить последнее, и в этом случае её масса в 1.58 раз больше массы Солнца. Хи Эридана имеет возраст 1,86 ± млрд. лет [. Теория структуры и эволюции предсказывает, что Хи Эридана начала свою жизнь как карлик спектрального класса А3, чуть менее массивный, чем классические звезды Сириус A и Вега. Затем она потратила 1,83 млрд. лет, «сжигая» свои запасы водорода. После того, как водород закончился, звезда остыла до своего нынешнего состояния всего за 30 миллионов лет, то есть всего за 1,6 % от её общего времени жизни на главной последовательности. Теперь она будет расширяться и увеличивать свою яркость в сотни раз, пока не начнёт, точнее уже начала, синтезировать свои запасы гелия в углерод (в её спектре уже присутствует аномальный углерод (IV)) и кислород, после чего она станет настоящим гигантом.
Звезда имеет поверхностную гравитацию 3,42 СГС или 26,3 м/с2, то есть на порядок меньше, чем на Солнце (274,0 м/с2). Звезды, имеющие планеты, имеют тенденцию иметь большую металличность по сравнению с Солнцем, но Хи Эридана имеет на треть меньшее значение металличности: содержание железа в ней относительно водорода составляет 66 % от солнечного. Вращаясь с экваториальной скоростью 2,0 км/с (то есть со скоростью, практически равной солнечной), Хи Эридана требуется порядка 104 дней, чтобы совершить полный оборот. Для того чтобы планета, аналогичная нашей Земле, получала примерно столько же энергии, сколько она получает от Солнца, её надо было бы поместить на расстоянии 19,8 а. е., то есть примерно туда, где в Солнечной системе находится Уран.

## История изучения двойственности звезды
Открывателем двойственности Хи Эридана был Джон Гершель, который, исследуя звёзды в 1834 году, измерил расстояние между ними, которое было тогда намного больше, 12 секунд дуги. Сама звезда вошла в каталоги под именем HJ 3473. Согласно Вашингтонскому каталогу визуально-двойных звёзд, параметры этих компонентов приведены в таблице:
| Компонент | Год  | Количество измерений | Позиционный угол | Угловое расстояние | Видимая звёздная величина 1 компонента | Видимая звёздная величина 2 компонента |
| —         | 1899 | 8                    | 197°             | 6.2                | 3.7m                                   | 10.7m                                  |
| —         | 1956 | 8                    | 204°             | 4.8                | 3.7m                                   | 10.7m                                  |

Хи Эридана в телескоп видна как двойная система, состоявшая из компонентов A и B. При этом компонент B отстоит от компонента A на угловое расстояние 5,0″, что соответствует расстоянию 128 а. е. по состоянию на 1994 год (правда, это при условии, что расстояние до них одинаково). Также в источниках указывалось, что в 1947 году компоненты отстояли друг от друга на расстоянии 87,4 а. е. Однако эта разница слишком велика, чтобы быть вызванной орбитальным движением, что делает так называемый «спутник» простым объектом, лежащим на линии прямой видимости.
Однако, что необычно для звезды этого класса, так это то, что она показывает фотометрическую переменность, тип которой не определён, в 0,04m по величине, что может быть связано с предыдущим массопереносом от вторичного спутника, или от неизвестного третьего спутника. Компаньон, если он существует, примерно на 7 величин слабее первичного и может быть источником рентгеновского излучения в этой системе. Это излучение имеет светимость 504,4e27 эрг с−1. Само движение Хи Эридана, тем не менее, показывает, что звезда движется с не очень большой скоростью −6 км/с относительно Солнца, а также это значит, что звезда приближается к Солнцу.

## Ближайшее окружение звезды
Следующие звёздные системы находятся на расстоянии в пределах 20 световых лет от звезды Хи Эридана (включены только: самая близкая звезда, самые яркие (<6,5m) и примечательные звёзды). Их спектральные классы приведены на фоне цвета этих классов (эти цвета взяты из названий спектральных типов и не соответствуют наблюдаемым цветам звёзд):
| Звезда            | Спектральный класс | Расстояние, св. лет |
| HD 10647          | F8 V               | 3.00                |
| Йота Часов        | G3 IV              | 7.29                |
| Ню Феникса        | F8 V               | 11.52               |
| HD 4391           | G5 IV              | 13.82               |
| Альфа Южной Гидры | F0 V               | 18.07               |
| Глизе 146         | K7 V               | 19.42               |

Рядом со звездой, на расстоянии 20 световых лет, есть ещё порядка 15 красных и оранжевых карликов спектрального класса K и M, которые в список не попали.